# Рибалко Микола Олександрович
Мико́ла Олекса́ндрович Риба́лко (14 лютого 1922 , Оріхово-Василівка, Бахмутський повіт, Донецька губернія, Українська СРР  — 8 липня 1995 , Краматорськ, Донецька область, Україна ) — український поет, автор понад двох десятків поетичних збірок, лауреат літературної премії ЛКСМУ імені Миколи Островського (1968 рік), лауреат Державної премії імені Т. Г. Шевченка (1985 рік).

## Біографія

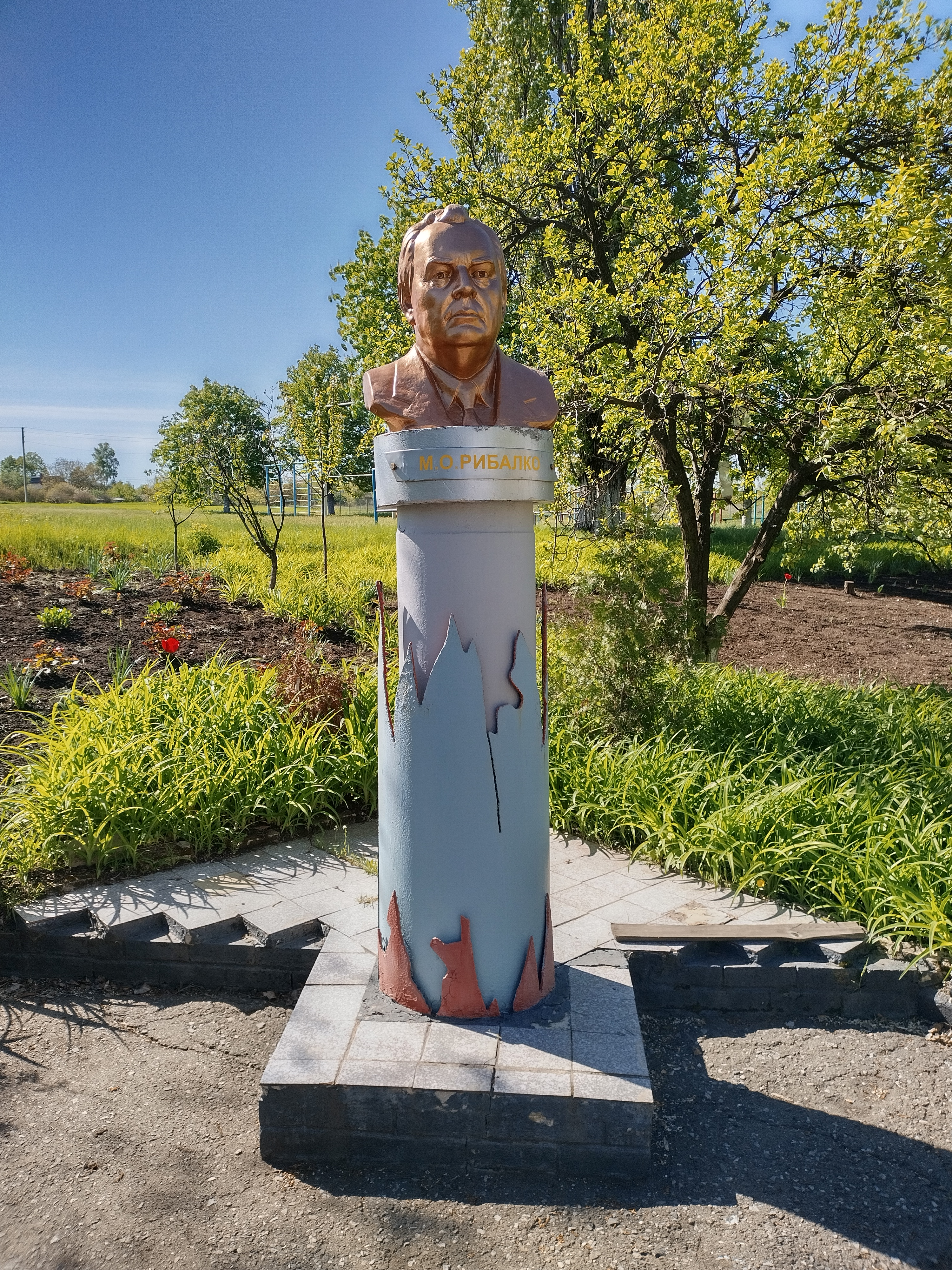
Погруддя Миколі Рибалку біля Міньківського навчально-виховного комплексу

Народився 14 лютого 1922 року в селянській родині в с. Оріхово-Василівка, тепер Минківської сільської ради Бахмутського району Донецької області. За фахом філолог, закінчив Дніпропетровський університет. Учасник Другої світової війни, артилерист, командир роти та батальйону. У 1945 після поранення втратив зір. Нагороджений державними бойовими та трудовими орденами і медалями.
Помер 8 червня 1995 року.